# ヒートポンプ

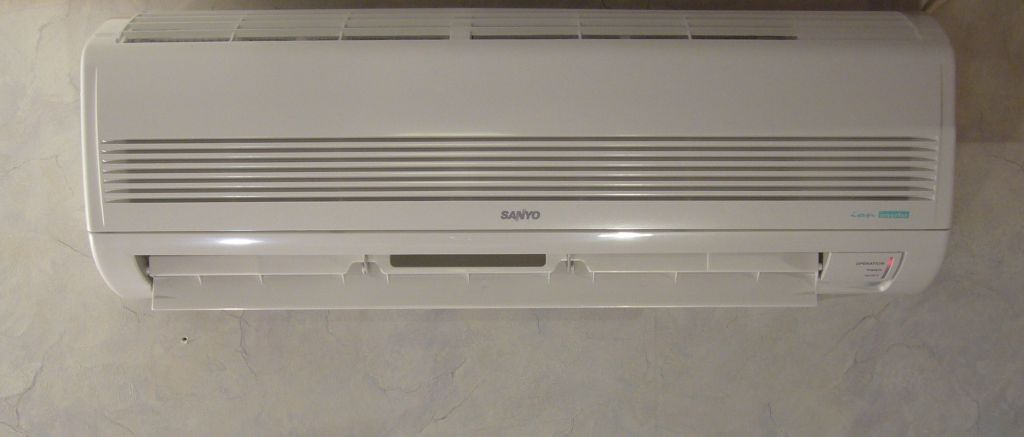
エアコン

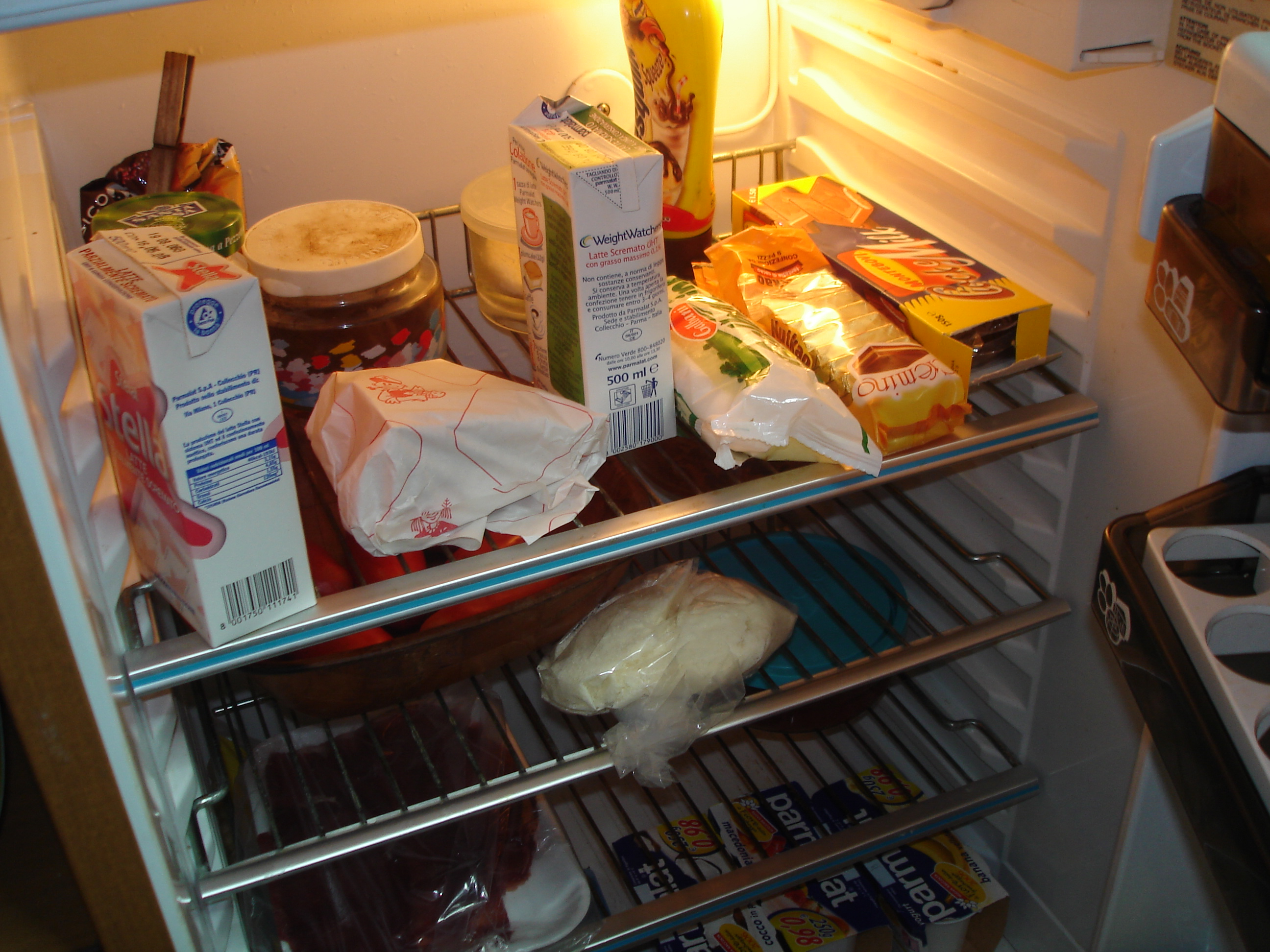
電気冷蔵庫

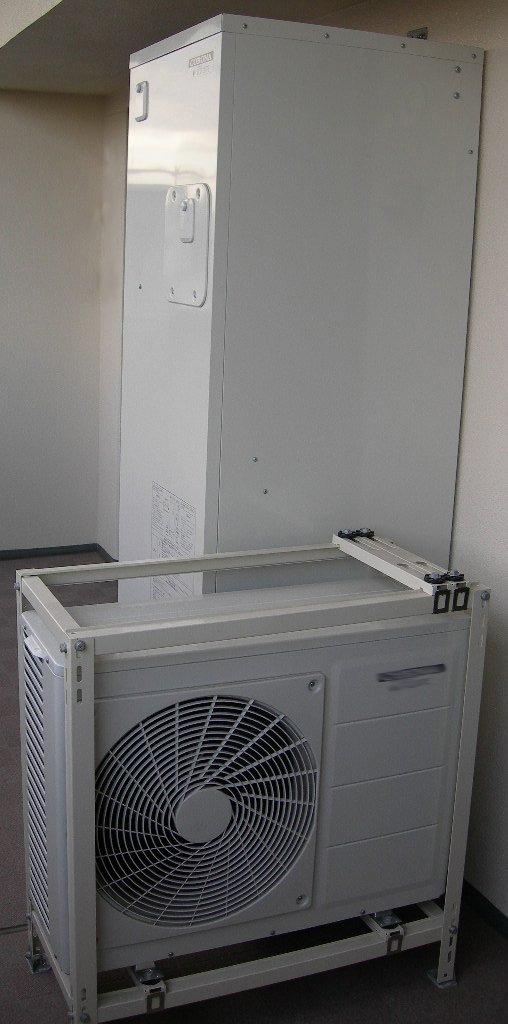
給湯機（エコキュート）

ヒートポンプ（英: heat pump）とは、大気中の熱を汲み上げ、熱エネルギーに転換するしくみをいう。
熱媒体や半導体等を用いて低温部分から高温部分へ熱を移動させる技術である。手法はいくつかあるが主流は気体の圧縮・膨張と熱交換を組み合わせたもので、一般家庭でもみられる製品でヒートポンプを使っているものとして冷凍冷蔵庫、エアコン、ヒートポンプ式給湯器などがある。
家電製品の分類の「ヒートポンプ」は、「ヒートポンプ式給湯器」を示し、冷蔵庫やエアコンなどはヒートポンプ式とは呼ばない。

## 概要
19世紀後半より、熱力学の理論としては確立されていた。当初は熱移動による冷却技術として利用が始まり、その後1970年代後半には熱回収によって加熱を行う省エネルギー技術としても利用されるようになった。
冷却にも加熱にも同じ原理が使える。熱の移送の方向を逆にして同じ装置を加熱にも冷却にも使ったり（エアコンなど）、冷温熱同時取り出し（給湯製氷機など）も可能である。
冷却（冷房・冷蔵・冷凍・製氷）には実用的な代替手段が乏しいため、全ての分野でヒートポンプが使われている。
加熱（暖房・給湯）の場合、発熱現象そのもの（燃焼など）を利用する従来の方法に徐々に取って代わりつつある。大気・地中熱・水（地下水・河川・下水道）・排熱等から、投入エネルギー（電気が多いがその他の動力・熱のものもある）よりも多い熱エネルギーを回収して利用する。適切な条件下で利用すれば省エネルギーや温暖化ガスの排出量削減が可能であり、地球温暖化への対策技術の一つにも挙げられている。

## 原理

気体液化ヒートポンプのしくみ。
1:凝縮器、2:膨張弁、3:蒸発器、4:圧縮機
赤が高温、青が低温。

理論上は逆カルノーサイクルが最高効率である。
気化熱+凝縮熱
冷蔵庫、冷凍庫、エアコンなどで使われるヒートポンプでは、熱媒体の気化熱および凝縮熱を用いて周辺環境中の空気、水、土、岩と熱のやり取りを行う。熱媒体は機器の用途によって呼び方が変わり、冷却機器であれば冷媒、加熱機器であれば熱媒とも呼ばれる。
熱媒体を用いるヒートポンプによる熱移動では可逆（逆の順番も可能）な発熱現象と吸熱現象を共に利用する。冷暖房では、熱媒体を減圧することにより周囲より温度を下げ室内（冷房時）または屋外（暖房時）の空気から吸熱させる。周囲から吸熱した熱媒体を加圧することにより温度を上げ、屋外（冷房時）または室内（暖房時）の空気に対して発熱させる。熱媒体となる流体を連続的に循環させることが多い。
格子振動
ペルティエ素子などの半導体を用いたヒートポンプ機器では電流を熱電素子に流すことにより素子内部に格子振動を人工的に引き起こして熱移動を行う。主に精密な温度管理が求められる医療用機器や小型の冷温庫に用いられる。

## 種類

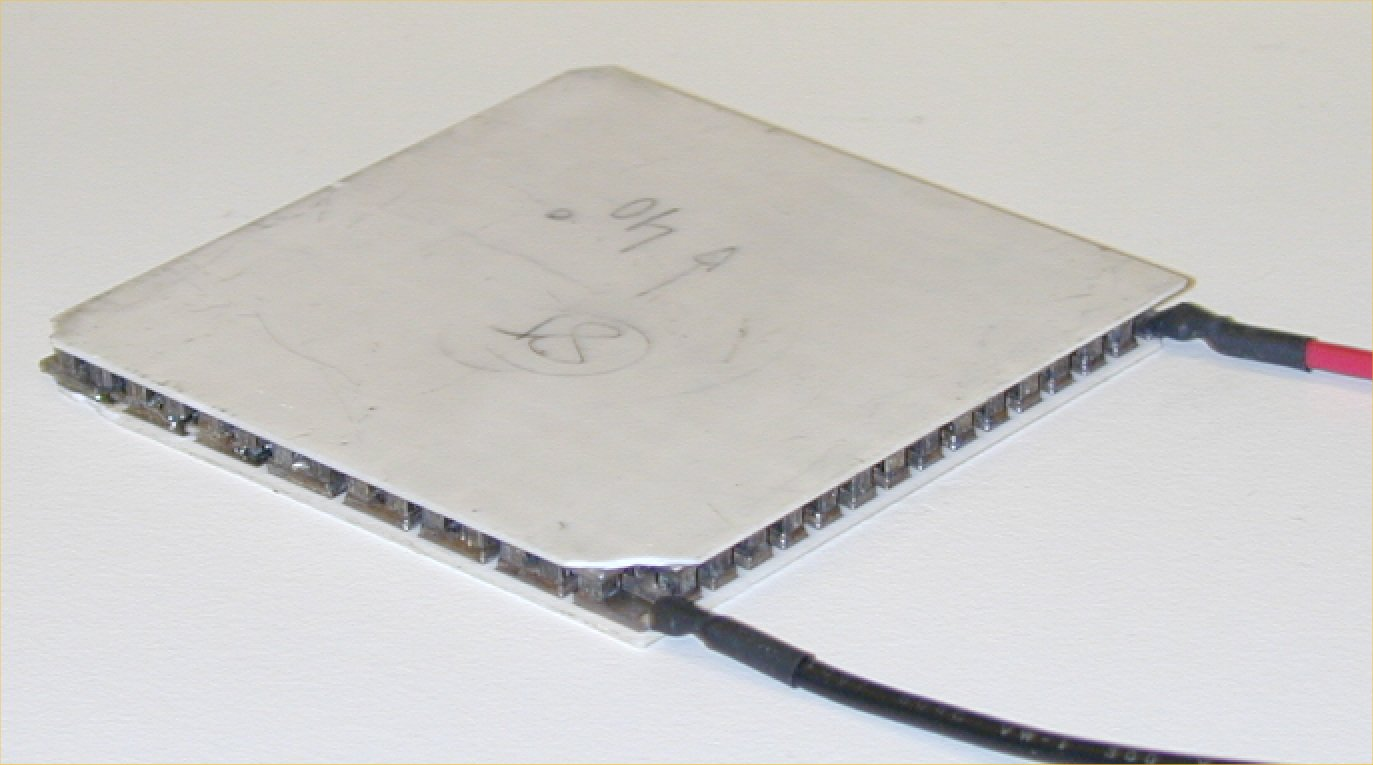
ペルティエ素子（半導体ヒートポンプ）

動作原理・動力源・熱源等に応じて、下記のような分類がある。

### 動作原理による分類
熱の輸送原理により、下記のように分類される。
- 冷媒・熱媒に起こる発熱・吸熱現象を利用するもの
  - 蒸気圧縮ヒートポンプ（気体液化ヒートポンプ） - 液体が気化する際の気化熱と、再び液体に戻る際の凝縮熱を利用する。
  - スターリングヒートポンプ - スターリングエンジン（温度差からエネルギーを得る）の逆現象
  - 化学ヒートポンプ（ケミカルヒートポンプ） - 互いに可逆な発熱反応と吸熱反応を利用する。
    - 吸収式ヒートポンプ
    - 吸着式ヒートポンプ
    - 化学反応式ヒートポンプ - これのみを化学ヒートポンプと言うこともある。
    - その他 - ハイドレートヒートポンプ、水素吸蔵ヒートポンプなど。
- その他の発熱・吸熱現象を利用するもの
  - 磁気冷却 - 磁気熱量効果を利用する。
  - 熱音響冷却 - 熱音響現象（熱と音波の相互変換）を利用する。
- 温度差を直接生み出すもの
  - ペルティエ素子（半導体ヒートポンプ） - ペルティエ効果を利用する。

ペルティエ素子は、エネルギーを費やして熱を移送するヒートポンプではあるが、通常のヒートポンプとは大きく動作原理が異なり、冷媒・熱媒を循環等させるポンプや相当する駆動部品もない。そのため、ヒートポンプに含めないこともある。

### 動力源による分類
冷媒・熱媒を移送する（循環させる）動力源による分類もある。これらは動作原理を示したものではない。
- 電気ヒートポンプ (EHP) - 電気モーター
- ガスヒートポンプ (GHP) - ガス燃料（主に都市ガスまたはLPG）を用いた産業用エンジン（ガスエンジン）
- 石油ヒートポンプ - 石油（主に灯油 (KHP) ）を用いたディーゼルエンジン[要出典]

### 熱源・用途による分類
熱源や用途に応じて、下記のような分類がある。
- 空気熱ヒートポンプ…空気（大気）を熱源とする[4]。エアコン等の用途で、最も広く用いられている[5]。
- 地中熱ヒートポンプ…地中熱、もしくは湖沼などを熱源に用いる[6][7]。地中の温度は大気ほど変化せず年間を通してより安定なため、空気熱に比べて性能が高い　[6][8]。
- 太陽熱ヒートポンプ…太陽熱をヒートポンプの駆動力[9]として用いるもの、もしくは太陽熱利用機器に何らかのヒートポンプを併用するもの。
- 水熱源ヒートポンプパッケージ方式

### 効率
ヒートポンプの成績係数（COP）はさまざまな要素技術の改善（インバータによる運転制御、冷却ファンの高効率化、熱交換器の性能向上、コンプレッサの改良など）の積み重ねにより大幅に向上してきた。主に技術改善を促す二つの背景がある。
省エネルギー法などによるトップランナー方式が浸透してきたことと、環境負荷の低減効果やCO2削減効果が、機器を選定する上で評価されるようになったのである。ライフサイクルコストや省エネ性・CO2排出抑制も、価格同様導入の判断材料と評価されることで、導入価格が多少増加しても効率の高い機器を選択する需要家が増加した。また、1999年（平成11年）から導入された省エネ法のトップランナー方式は、環境評価の判断材料として、消費者に対して簡単に省エネ性能を明示する省エネラベリング制度と相まって、ヒートポンプ技術の改善に寄与してきた。当時でもルームエアコンはCOPが約3の機種が多く、一次エネルギー換算COPは1.1以上であり、ファンヒーターなどの効率η=0.8程度をはるかに上回る省エネルギー性を保っていた。しかし、トップランナー方式が導入された後、2006年（平成18年）時点でルームエアコン（家庭用）のCOPは6.5前後、パッケージエアコン（業務用）は5.0弱に向上している。決して革命的な技術が導入されたわけではないが、各部位の性能が向上した結果、相乗効果でCOPが大幅に改善している。

## 環境性能
ヒートポンプを用いることで、地中熱・大気熱・廃熱などを移動させて給湯・暖房等に利用できる。実働時における環境性能は機器自体の性能のほか、稼働状況・設置地域の気候・駆動に用いる電力の排出原単位等に左右される。稼働条件によっては化石燃料の直接燃焼と比較して温暖化ガスの排出量が増える場合もあり得るが、適切な条件下で利用すれば、省エネルギーや、温暖化ガスの排出量削減が可能である。特に駆動に用いる電力の排出原単位は重要であり、原子力・再生可能エネルギー・ガス複合サイクル火力発電等による比較的低炭素な電力をより多く利用することで環境性能が上がる。省エネルギー技術・地球温暖化への対策技術の１つにも挙げられ、IPCC・国際エネルギー機関・シンクタンク等によって普及が国際的に推奨されている。
日本の条件において大気熱を給湯に用いた場合（エコキュート）は、成績係数(COP)が1.82かつ火力発電のみの平均排出原単位で計算した場合はガス式給湯器よりも排出量が増えるが、日本の電力の平均的な排出原単位の場合や成績係数がより高い(3.16)場合はガス給湯器に勝ると報告されている。

## ヒートポンプを取り巻く状況

### 日本
ヒートポンプは温度を下げる数少ない実用的な手段であるため、高度成長期以降冷凍冷蔵庫、冷房として広く普及し、暖房としても利用されるようになった。
日本の気候はヒートポンプを活用する上で適した環境だった。欧米のように暖房中心の国や東南アジアのような冷房中心の国では冷房、暖房のいずれかを行う単機能の機器で済む。日本では夏は冷房、冬は暖房と季節ごと空調種別が異なることと、欧米に比べて温暖湿潤な日本の気候は、空気を熱源とした冷暖両機能を持ち合わせたヒートポンプエアコンが市場から受け入れられやすかった。
冷房と暖房を同じ機器で行えることは、二重に空調設備を導入しなくて済むため、エアコンのみで暖房が十分な気温の地域では年間を通して機器の稼働率が高まり経済的である。また、ヒートポンプの特徴として室内外の温度差が小さくなればなるほどCOPが向上するため、中間期などでも空調が必要な場合、電熱式や燃焼式とは異なりカタログ記載値よりもCOPが向上する。
メーカーにとっても、消費者が機器効率の改善を新たな商品価値として評価するこの傾向が開発へのインセンティブとなり、COP向上を目指した開発競争が本格化した。また、日本では熱エネルギーを取り込む技術が発達したため、高効率エアコンだけではなく、ヒートポンプ式の洗濯乾燥機や、自然冷媒ヒートポンプ給湯機が開発されるなど、ヒートポンプの応用技術も拡充している。
2000年代に家庭向けに自然冷媒ヒートポンプ給湯機（商品名：エコキュート）が開発され、温水を得る機器にも使用されるようになった。自然冷媒ヒートポンプ給湯機は、省エネやオール電化の一環として、電力会社が普及促進に力を入れている。背景にはエコロジー意識の向上やCO2排出に対する意識の変化（暖房でも直接燃焼させ熱エネルギーを得るよりCO2排出量が約半減する）などがある。寒冷地用のヒートポンプ給湯もCOP値が4を越えるようになってきている。自然冷媒ヒートポンプ給湯機エコキュート は、CO2排出抑制の切り札として注目されており、機種によっては政府（有限責任中間法人　日本エレクトロヒートセンター）の補助金制度が利用できるものもある。日本では財団法人のヒートポンプ・蓄熱センターが中心となって普及促進に努めている。

### EU
欧州では2020年までに20 %の温室効果ガス排出削減と20 %の再生可能エネルギー導入の目標について2007年に合意した。それを受け、欧州委員会は再生可能エネルギー推進に関する新しいEU指令案を含む温暖化対策に関する包括的政策パッケージを2008年1月に発表、同年12月17日に議会で採択した。
この再生可能エネルギー指令案の中でヒートポンプも再生可能エネルギーと定義している。熱源は水熱、地中熱、空気熱（一定基準以上を満たすもの）としている。

### 国際エネルギー機関
国際エネルギー機関 (IEA) も需要側対策としてヒートポンプに高い評価を与えている。2008年5月に開催されたエネルギー大臣会合を前にIEAは6月、「エネルギー技術展望 (ETP) 2008」を発表したが、そのなかで持続可能なエネルギーの未来を実現するための三つのシナリオでエネルギー消費量とCO2排出量の見通しについてその戦略を描いている。シナリオの中で、供給サイドと需要サイドにかかわるヒートポンプも盛り込んだ17の主要なエネルギー技術を取り上げ、その開発状況と普及見通しのロードマップを提示した。このETP2008は2005年の英国グレンイーグルズサミットでIEAに課された技術的可能性の検証を求める要請に応えたものであり、7月に開催された北海道洞爺湖サミットに向けたIEAの回答である。
また、IEAの傘下に組織されたエネルギー技術の実施協定に基づく非営利の組織のひとつであるIEAヒートポンプセンター (HPC) では2008年5月に全世界にヒートポンプが普及することによるCO2削減効果が約8%であることを公表している。
一方で、既にスウェーデンのように国際エネルギー機関へ再生可能エネルギーの普及実績として空気熱利用のヒートポンプを計上している国もある。

## 環境問題
- 夏季のエアコンによる冷房は、廃熱を屋外に排出するため、ヒートアイランド現象の一因となる。熱の大半は太陽熱であるが、それに加えヒートポンプを運転するために費やしたエネルギーもほぼ全て廃熱となって屋外に排出される。例えば、消費電力1 kWで冷凍能力5 kWのヒートポンプがあった場合、その廃熱は6 kWになる。このため、多数のヒートポンプ機器が稼動する都市部ではヒートアイランド現象を助長する。
- 広く使われている蒸気圧縮式ヒートポンプの冷媒・熱媒には、かつて主にフロンが使われており、オゾン層破壊の一因となった。また、代替品である代替フロンとともに、温室効果ガスでもある。ただし、現在の多くの先進国では回収・処分が義務付けられている。
- 化学式ヒートポンプの中には、冷媒・熱媒にアンモニアなど有害物質を使うものがある。
- 家庭用ヒートポンプは作動時にファンを駆動させるために低周波音が発生し、騒音問題に発展するケースがある。